# Tharra papuaensis
Tharra papuaensis är en insektsart som beskrevs av Nielson 1975. Tharra papuaensis ingår i släktet Tharra och familjen dvärgstritar. Inga underarter finns listade i Catalogue of Life.